# Presence of soul
Presence of soul（プレゼンス オブ ソウル）は、メンバー5人によって構成され、主に東京都を拠点に他、海外でも活動するポストロック・ポストメタルバンド。

## 来歴
ボーカル、ギターのYukiが中心ととなり2005年にギターのYoshiに声をかけ再始動。音楽性もボーカルメインのロック調からポストロック、シューゲイザー要素を多く取り入れたスタイルになる。
同年3月にマキシシングル「Fade out」でインディーズデビュー。
2006年5月20日ミニアルバム「cause and effect」をリリース。
同年1月にスウェーデンのバンド「アネクドテン(Anekdoten)」来日公演サポートを代官山UNITにて務める。8月にはアルバム「Blinds」をWHEEL RECORDSからリリース。このアルバムはフランスのレーベルMUSEA RECORDSと契約し、ヨーロッパを中心に世界13カ国で発売される。 
2009年に台湾のU LOUD MUSICより台湾盤を新たにリリースし、同年7月に台北にて発売記念公演。
2010年1月にはフランス・ベルギーツアーを敢行。'13年5月　　オーストラリアツアー(Sydney,Melbourne)敢行。現地ポストロックバンドLaura等と共演。
'15年10月　 3rdアルバム"All Creation Mourns"フランスのレーベルよりリリース。
'17年7月　　中国ツアー(北京, 杭州, 長沙, 広州, 深圳)敢行。
'17年11月　 フランスツアー(Paris, Bordeaux, Limoges, Caen)敢行。
'18年10月　 フランスのドゥームメタルバンド"MONOLITHE"を日本に招致、ツアーオーガナイズし、自主企画イベントを開催。
'19年9月　　海外アーティストをゲストに迎え、4thアルバム"Absence of Objective World "を9月7日にリリース。　
'20年2月　　ヨーロッパツアー(Germany, France, Spain全8箇所)敢行。
22年10月　  日伊3バンド kokeshi + ['selvə] + Presence of Soul スプリット"Immagine Residua" リリース。

## メンバー
- Yuki（ボーカル、ギター）
- Yoshi （ギター）

## 作品

### アルバム
- Blinds （2008年8月22日、WRP-1001）
  1. seven mortal sins and seven doors
  2. sink low
  3. Lost
  4. whitenoise snowfall　　
  5. ephemera
  6. Rule　　
  7. forgiven
  8. tighrope

- All Creation Mourns (2015年10月31日、LTRDSV 003）

1. the secret dogma that was forced to believe
2. The man who leads the mad horse
3. You'll come to the apocalypse at last
4. Genom
5. Teaching of necessary evil
6. The ethics for human existence
7. Beyond the forest of realization
8. circulation

#### ミニアルバム
- cause and effect （2006年5月20日、PRM-0006）
  1. cause and effect 〜plologue〜
  2. 君の糸
  3. 呼吸
  4. 光の向こう
  5. against the emotion
  6. 終わりの季節
  7. 青の虚空
  8. cause and effect 〜epilogue〜

### シングル
- Fade out （2005年3月26日、PRM-0004）
  1. Fade
  2. All of you
  3. 明日
  4. Fade (Accoustic Ver.)